# David Joy
David Joy (Charlotte, 11 dicembre 1983) è uno scrittore statunitense.

## Biografia
Dopo la laurea nel 2002 alla Harding University High School, ha frequentato la Western Carolina University dove ha trovato nello scrittore Ron Rash il suo mentore. 
Nel 2011 ha pubblicato il saggio Growing Gills: A Fly Fisherman's Journey, nel quale ha intrecciato consigli sulla pesca con la mosca a ricordi della sua giovinezza, prima di esordire nel 2015 con il romanzo noir Dove tende la luce, nella longlist dell'International IMPAC Dublin Literary Award.
Autore di altri 4 romanzi, nel 2022 è stato insignito dell'Hammett Prize per Queste montagne bruciano, prima opera dell'autore tradotta in italiano.

## Opere

### Romanzi
- Dove tende la luce (Where All Light Tends to Go, 2015), Roma, Jimenez, 2023 traduzione di Gianluca Testani ISBN 978-88-320-3661-9.
- The Weight of This World (2017)
- The Line That Held Us (2018)
- Queste montagne bruciano (When These Mountains Burn, 2020), Roma, Jimenez, 2022 traduzione di Gianluca Testani ISBN 978-88-320-3645-9.
- Quelli che pensavamo di conoscere (Those We Thought We Knew, 2023), Roma, Jimenez, 2024 traduzione di Gianluca Testani ISBN 978-88-320-3671-8.

### Saggi
- Growing Gills: A Fly Fisherman's Journey (2011)
- Gather At The River: Twenty-Five Authors On Fishing con Eric Rickstad (2019)

## Premi e riconoscimenti

### Vincitore
Hammett Prize
- 2021 con Queste montagne bruciano

### Finalista
Premio Macavity
- 2016 nella categoria "Miglior romanzo d'esordio" con Dove tende la luce[6]

Edgar Award
- 2016 nella categoria "Miglior romanzo d'esordio" con Dove tende la luce[7]